# Hans Kirk
Hans Kirk (Hadsund, 11 de Janeiro de 1898 - Copenhaga, 16 de Junho de de 1962) foi um escritor dinamarquês.

## Estilo
Seu é conhecido por expressões de pontuação sutil. O que mais se nota é a falta de aspas, uma prática que esconde a presença do narrador direto. Os traços longos são usados para marcar uma mudança de tempo e a organização de seus romances não usa os títulos dos capítulos; sómente espaços em branco entre os parágrafos.
Os seus romances estão inseridos na linha do realismo social.
- Os Pescadores (1932)
- Os Jornaleiros (1936)
- Filho da Ira (1950)
- Sombras chinesas (1953)

## Bibliografía
- Marc Linder: "Introdução". In Hans Kirk, The Fishermen (pp. v-xxiv), Iowa City, IA: Fanpihua Press, 2000
- Marc Linder: God Tempers The Wind To The Shorn Lamb de Mogens Klitgaard, ISBN 0-9673899-8-4, 2002